# OCRA (Karosseriehersteller)
OCRA war ein italienischer Karosseriehersteller und Zulieferer der Automobilindustrie, der in den 1970er- und 1980er-Jahren tätig war. Das Unternehmen baute unter anderem Einzelstücke und Karosserien für Kleinserienfahrzeuge.

## Unternehmensgeschichte
OCRA wurde 1977 von Giuliano Feroldi, Giorgio Nardini, Pierangelo Sacco und Pietro Cibrario gegründet. Die Firma war ein Akronym für Officina Costruzione Riparazione Autovetture (sinngemäß übersetzt: Werkstatt für die Konstruktion und Reparatur von Automobilen). Sitz des Unternehmens war die in der Nähe Turins gelegene Gemeinde Bruino. OCRA etablierte sich in den frühen 1980er-Jahren als Zulieferer der Automobilindustrie, wobei das Unternehmen teilweise auch als Subunternehmer für andere Betriebe tätig war. Nachdem Sacco und Feroldi 1986 den ebenfalls in Bruino ansässigen Konkurrenzbetrieb OPAC gegründet hatten, ließen die Aktivitäten von OCRA schrittweise nach. Die letzte OCRA-Karosserie entstand 1990. Danach wurde OCRA in die OPAC-Organisation eingegliedert.

## Fahrzeuge mit OCRA-Karosserien
Der erste größere Auftrag für OCRA war die Herstellung der Rohkarosserien für den Bitter SC. OCRA baute ab 1980 die ersten 79 Karosserien des Coupés. Die OCRA-Karosserien stehen in dem Ruf außergewöhnlich schlechter Material- und Verarbeitungsqualität. Im Frühjahr 1982 kündigte Erich Bitter deshalb den Vertrag mit OCRA und ließ die Karosserien künftig stattdessen bei Maggiora bauen. Im Anschluss daran presste OCRA ab 1983 im Auftrag Pininfarinas einige Karosserieteile des Alfa Romeo Spider. Die letzten Wagen mit OCRA-Beteiligung waren zwei Werksrepliken des 1970 vorgestellten Sportwagens Monteverdi Hai 450, die Firmengründer Peter Monteverdi 1990 auf dem Höhepunkt einer Klassikerwelle produzieren ließ. Die Autos wurden wider Erwarten nicht verkauft. Sie standen bis zu dessen Auflösung im Monteverdi-Museum in Binningen.

## Galerie

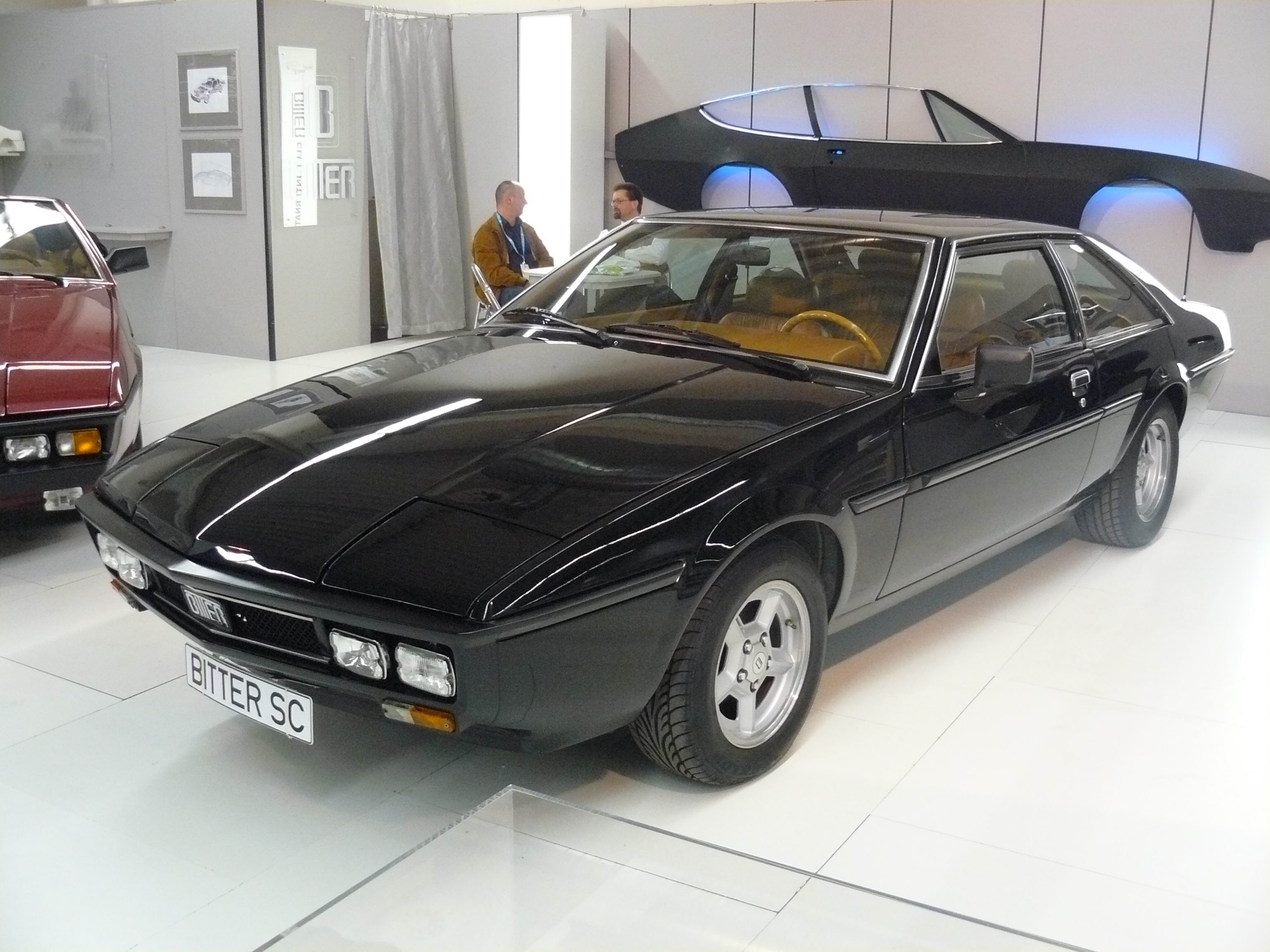
Früher Bitter SC
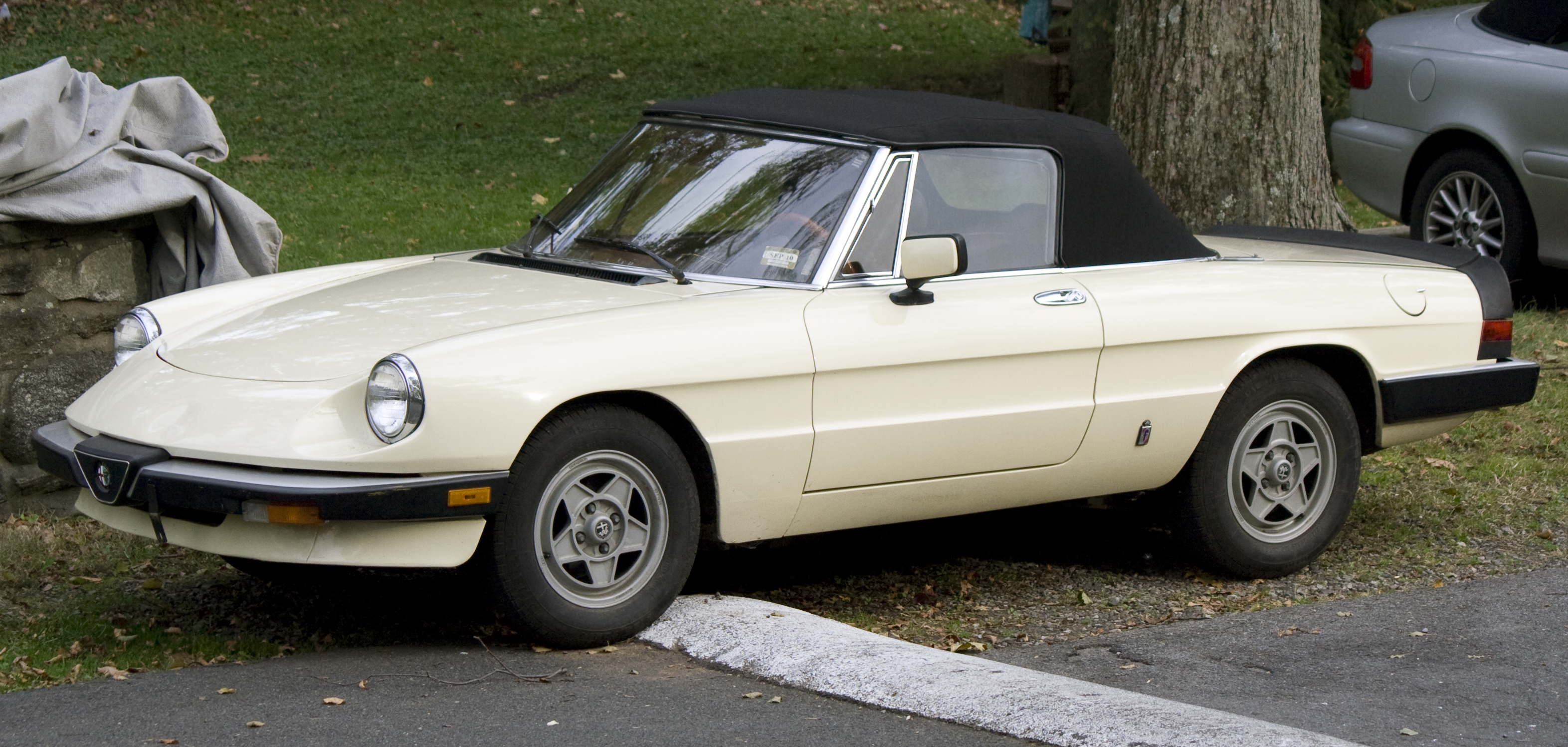
Alfa Romeo Spider „Aerodinamica“
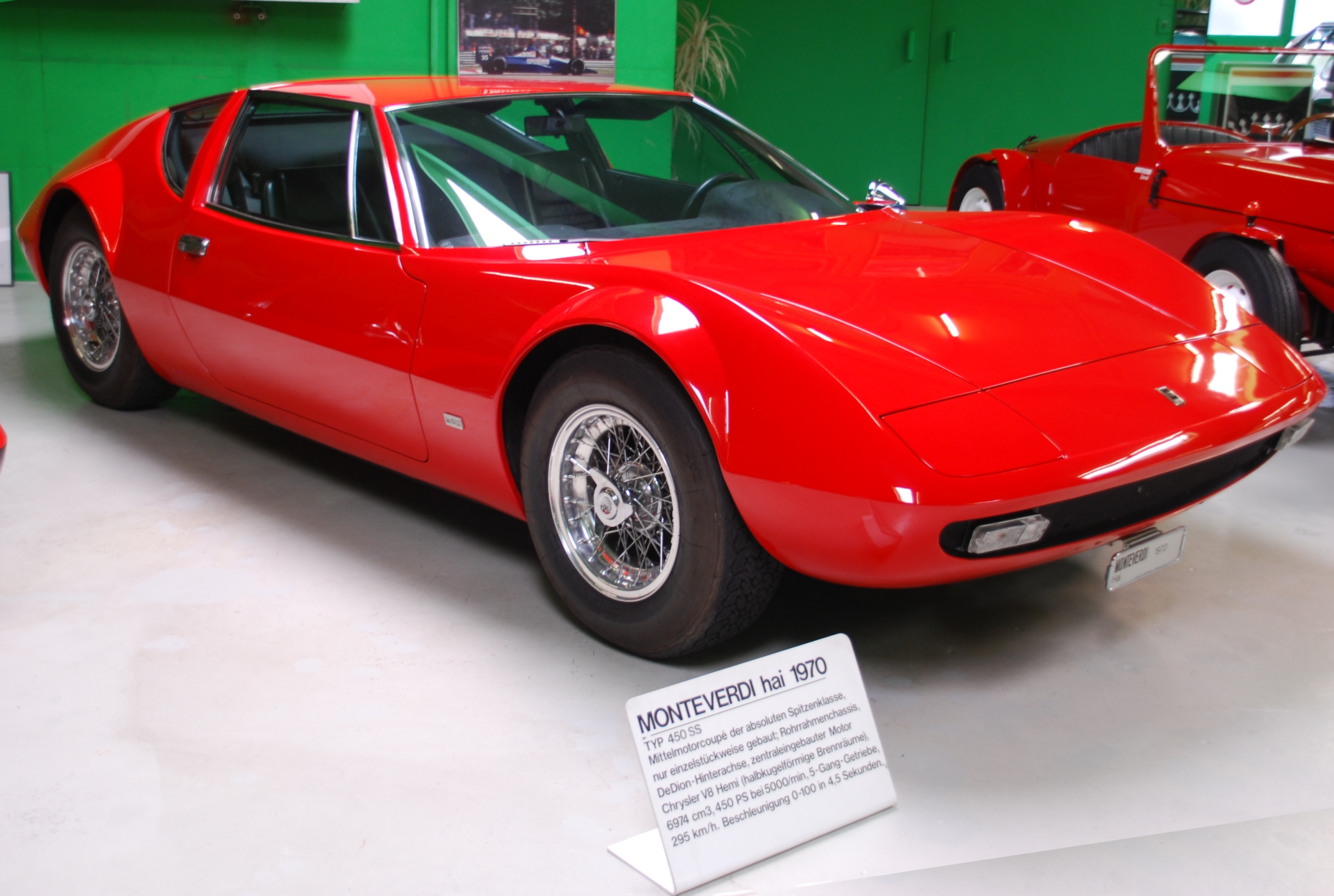
Monteverdi Hai 450 (Werksreplik von 1990)